# Drainage

Natuurlijk afwateringspatroon

Drainage of ontwatering is het afvoeren van water uit de bodem, met als doel het verlagen van het grondwaterpeil.
Bovengronds kan overtollig water worden afgevoerd via greppels en sloten en vervolgens grotere watergangen; ondergronds gebeurt de ontwatering via drainagebuizen. De ontwatering kan alleen goed werken als de afwatering ook goed is. Drainage is een term uit de waterbouw, het waterbeheer en de cultuurtechniek.

## Redenen voor drainage

### Polders

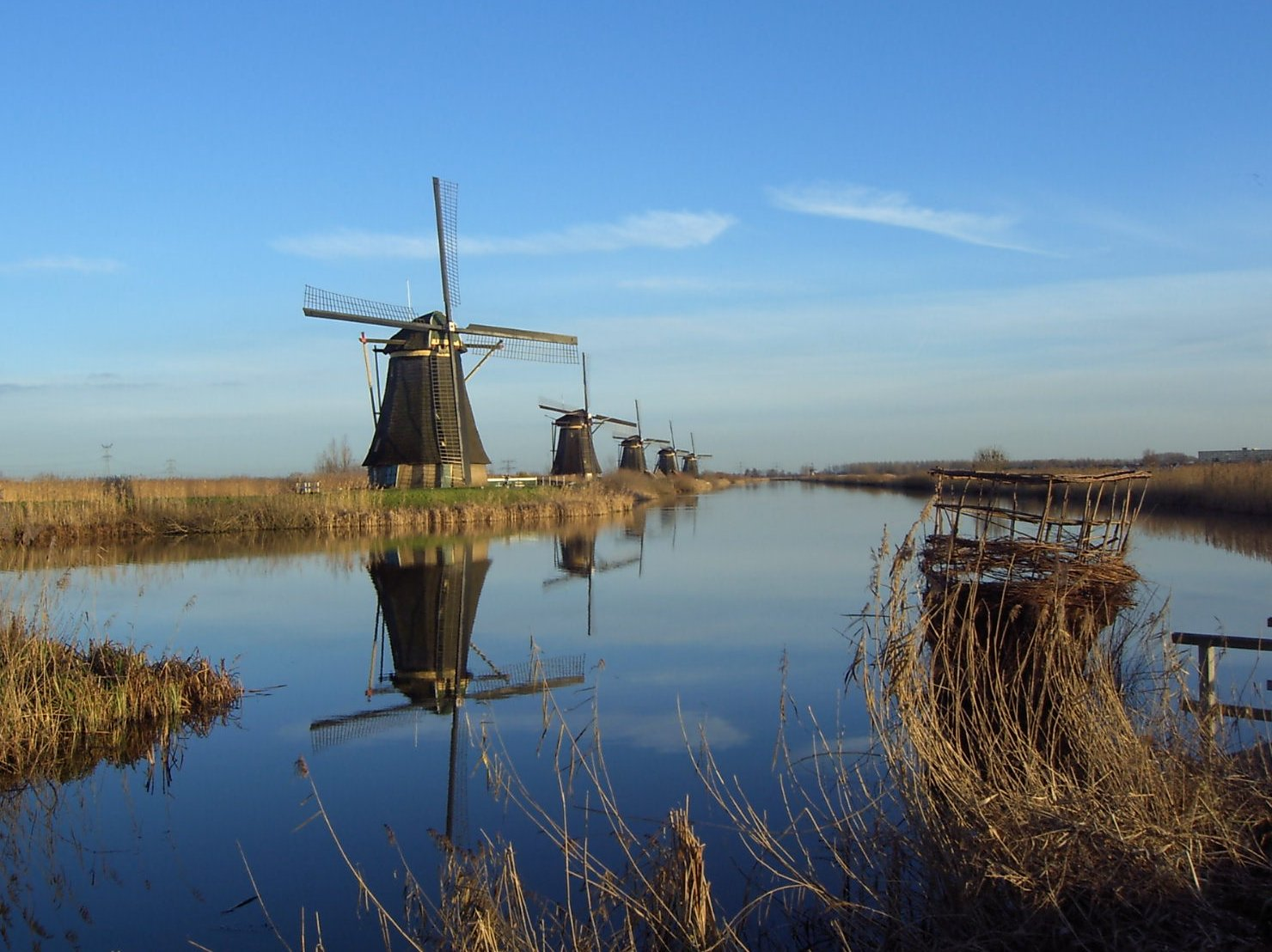
Windmolens voor bemaling van een polder bij Kinderdijk

Landbouw in de polder is alleen mogelijk dankzij drainage. Zonder drainage zouden deze gebieden, die op of onder zeeniveau liggen, vollopen met kwel- en regenwater. Sinds de uitvinding van de poldermolen in de 14e eeuw, is het door bemaling mogelijk om water tegen de zwaartekracht in (van laag naar hoog) af te voeren. Hierdoor werd het droogleggen van grote stukken meer- en zeebodem mogelijk, met in Nederland de Wieringermeer en de Flevopolder als relatief recente voorbeelden.
In de lagergelegen Nederlandse landbouwgebieden is constante drainage noodzakelijk, voor een voldoende droge, stevige bodem, die de zware landbouwmachines kan dragen. Daarnaast is voor sommige gewassen een constant gehouden grondwaterpeil van belang, vooral voor de bollen- (bijvoorbeeld tulpen) en de fruitteelt.
In kustgebieden kan drainage voor de landbouw gunstig zijn in gebieden met een sterke kweldruk. In deze gebieden dagzoomt vaak zout water. Door middel van drainage kan de kwel worden afgevangen, waardoor een zoetwaterlens kan ontstaan.

### Stedelijk gebied
In stedelijk gebied is drainage noodzakelijk om te voorkomen dat kruipruimtes en kelders van woningen onder lopen. Drainage moet in stedelijk gebied de kwel opvangen, en daarnaast zorgen voor de afvoer van regenwater. De afvoer van regenwater zorgt in laaggelegen gebieden regelmatig voor overlast, in de vorm van ondergelopen tunnels en straten.

### Natuurgebieden
Drainage ten behoeve van de landbouw zorgt in de omliggende natuurgebieden voor een te lage grondwaterstand en leidt er tot verdroging. In kwelgebieden bestaat naast verdroging het probleem dat drainage juist de kalkrijke (basische) kwel afvangt. Dit probleem wordt voor een groot deel ondervangen door de buffercapaciteit van de bodem. Op lange termijn kan dit echter leiden tot verzuring van de bodem en het verdwijnen van kwelafhankelijke vegetatie. In infiltratiegebieden is drainage juist bevorderlijk voor de natuur omdat het leidt tot een hoger grondwaterpeil.

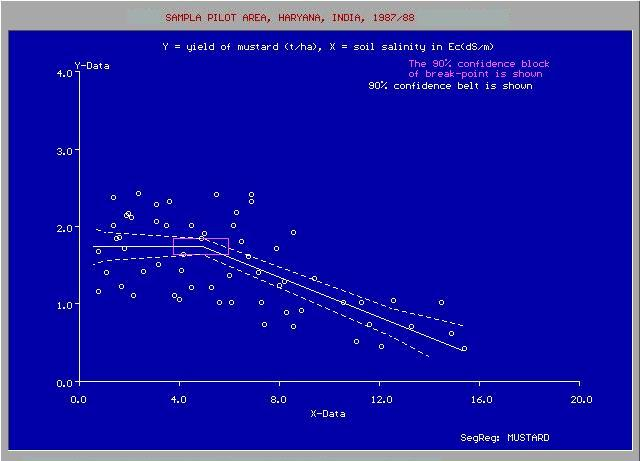
Opbrengst van mosterd (koolzaad) en het zoutgehalte van de bodem

### Bij irrigatie
Bij het gebruik van irrigatiewater met veel zouten en/of een warm en droog klimaat, waardoor veel water verdampt en de zoutconcentraties in de bodem te hoog worden, dient drainage te worden toegepast (zie ook bodemverzouting). Hoge zoutconcentraties zijn toxisch voor de meeste gewassen (zie grafiek). Men dient dan meer water toe dan de planten verbruiken, waarbij men middels drainagevoorzieningen het overtollige water - met het zout - laat afvloeien.

## Methoden van drainage
Er bestaan verschillende methoden om de bodem te draineren. Drainage kan plaatsvinden via het oppervlaktewater of ondergrondse afvoer. Sloten, boezems, vaarten en greppels, aangelegd door greppelfrezen, zijn voorbeelden van drainage via het oppervlaktewater. Ook ondergrondse drainage kent verschillende vormen. Zo bestaat er buisloze drainage, ook wel moldrainage genoemd, waarbij met een molploeg afwateringsgangen in de bodem worden getrokken. Daarnaast kunnen ondergrondse afvoergangen worden aangelegd met grind of met speciaal daarvoor ontworpen drainagebuizen die het water efficiënt afvoeren.

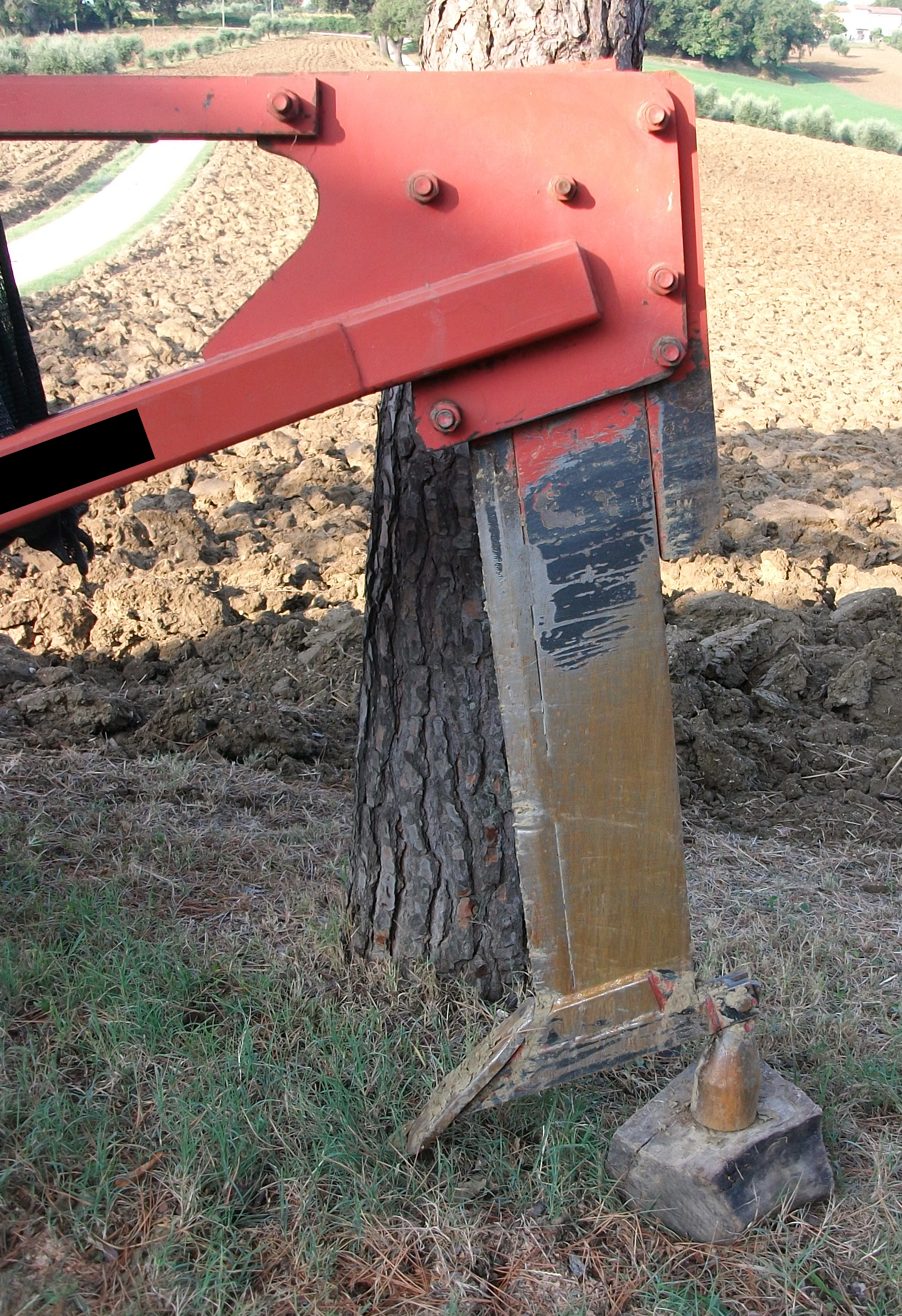
Molploeg
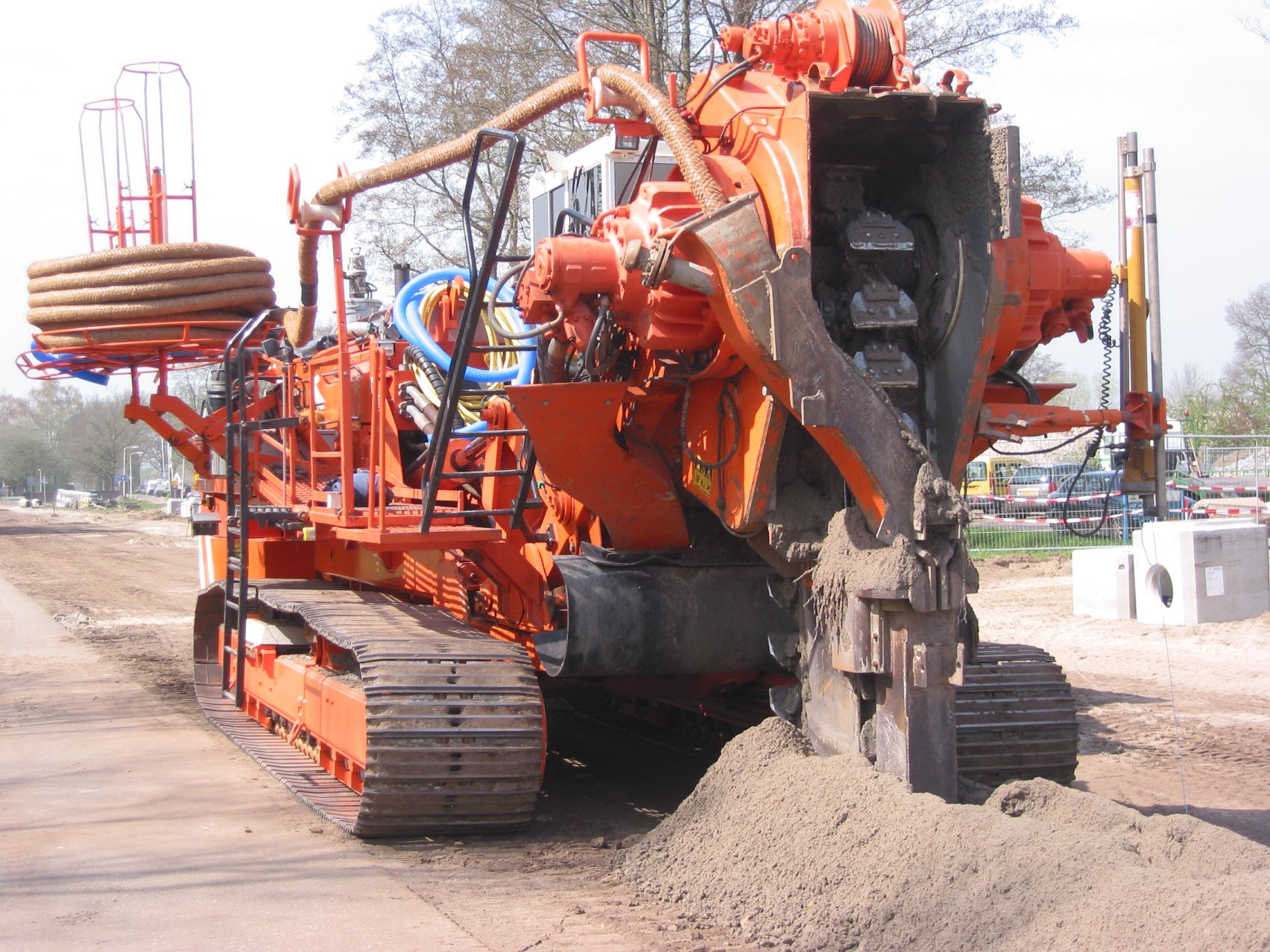
Kettinggraver als draineermachine voor horizontale drainage
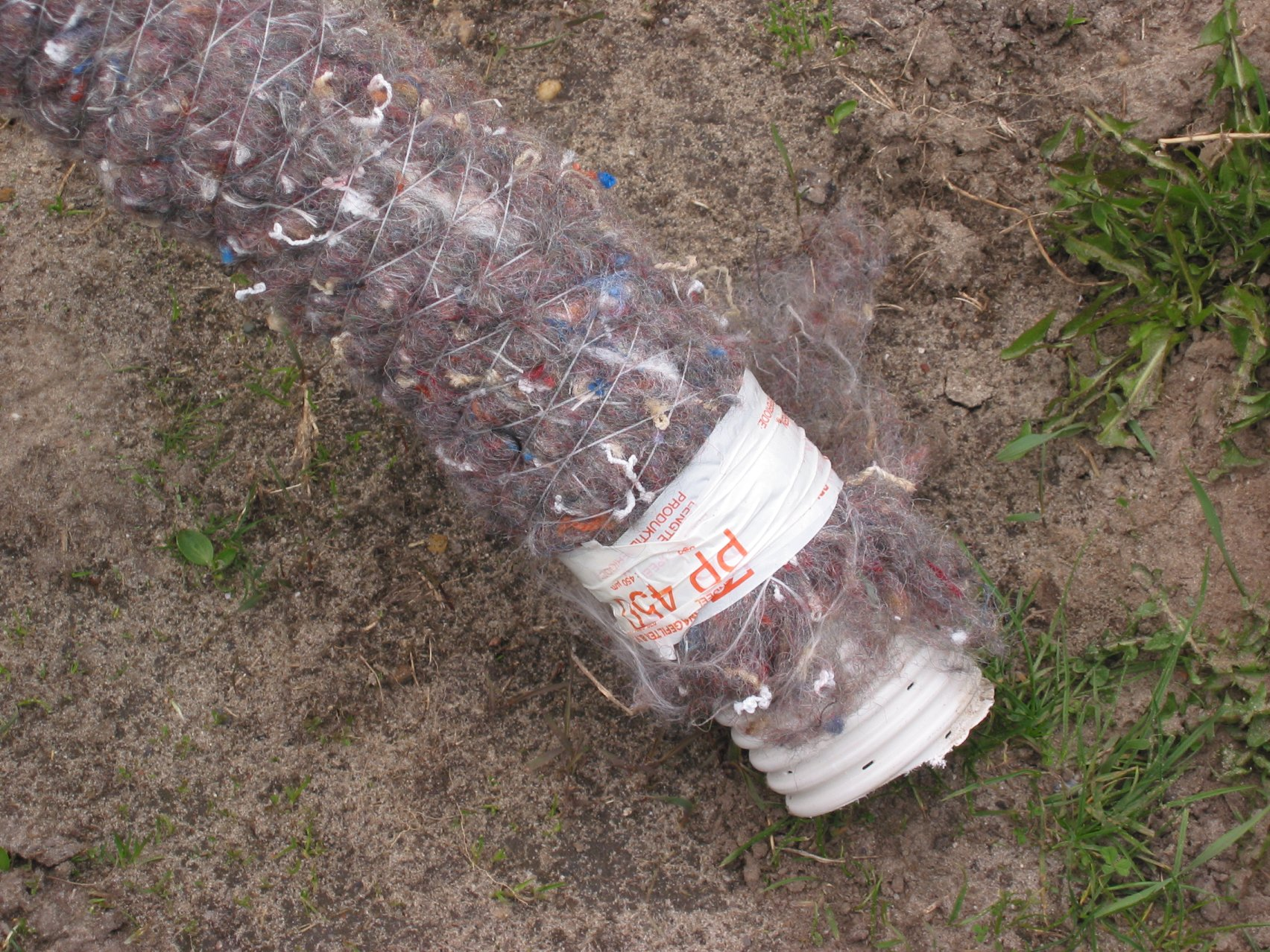
Close-up van drainagebuis met spleten

## Machines voor de aanleg van buisdrainage
Drainagebuizen worden gelegd met sleuvengravers of sleufloze machines. De eersten graven een sleuf met een kettinggraver. In een werkgang wordt de buis op de bodem van de sleuf gelegd, waarna de sleuf opgevuld kan worden met goed doorlatend materiaal zoals grind of glasas.
De sleufloze draineermachine is voorzien van een woelpoot of van een V-vormig woellichaam. De grond wordt opgetild en op het diepste punt wordt de buis gelegd. Het aanbrengen van conventionele drainage kan ook middels horizontaal gestuurd boren. Zodoende is het mogelijk met weinig overlast drainagebuizen aan te brengen onder bijvoorbeeld gebouwen of begraafplaatsen.

## Draindiepte en drainafstanden
In weilanden en akkers legt men drainage bij voorkeur aan op een diepte van ongeveer een meter. Voor de onderlinge afstanden tussen de verschillende buizen houdt men vaak tien meter aan. Voor de drainage van een hectare is dan ongeveer een kilometer aan buizen nodig. Op sportterreinen worden de buizen vaak minder diep gelegd. De onderlinge afstand is dan tussen de vier en zes meter. De draindiepte kan bepaald worden met de formule van Hooghoudt voor de maximale opbolling tussen twee sloten onder constante aanvulling N (m/d).

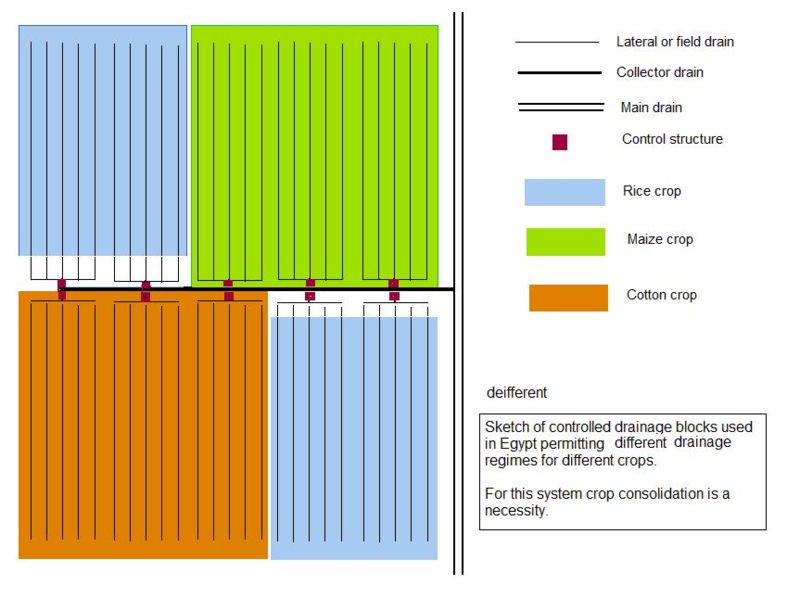
Samengesteld en gecontroleerd drainagestelsel in Egypte

## Internationaal
Wereldwijd wordt drainage veel en op verschillende manieren toegepast. 

### Egypte
In Egypte worden samengestelde drainagesystemen gebruikt, waarbij de ondergrondse plastic buisdrains uitmonden in ondergrondse verzameldrains (collectoren), die uit grotere buizen bestaan.
In de verzameldrains worden regelbare schuiven geplaatst, zodat in de drainage blokken waar rijstverbouw plaatsvindt, en het veld onder water blijft staan, de drainafvoer gestremd kan worden om overmatige waterverliezen te voorkomen: gecontroleerde drainage.

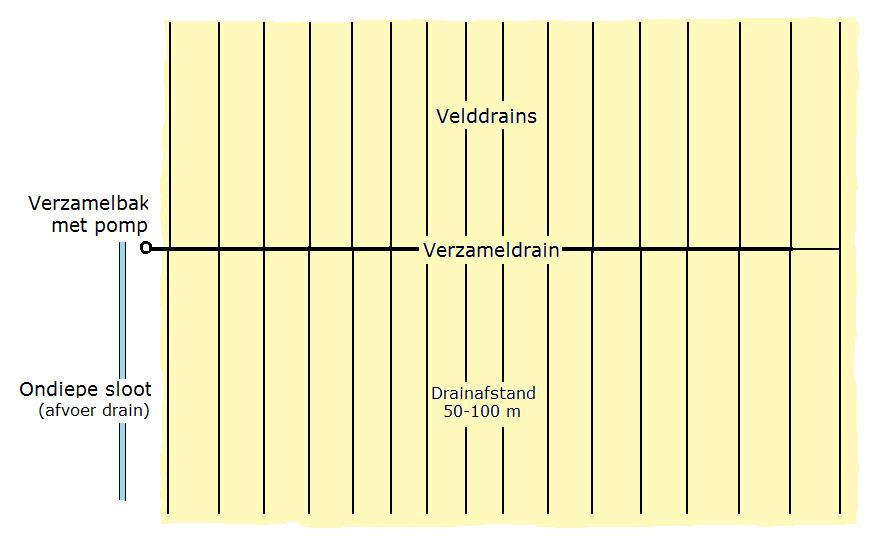
Ondergronds drainagestelsel in Haryana, India

### India
In de geïrrigeerde gebieden in de uitgestrekte vallei van de Yamuna (zijrivier van de Ganges) komen in de staat Haryana veelvuldig verzoute gronden voor in de lagere delen van de vallei door kwel van grondwater afkomstig uit de hogere delen. Voor de ontzouting komen ondergrondse drainagesystemen met plastic buisdrains in opgang als getoond in de figuur. De verzameldrain is ook ondergronds aangelegd en het betreft dus een samengesteld systeem als hierboven genoemd bij Egypte.
Het systeem is voorzien van een verzamelbak met pomp. Deze komt alleen in werking tijdens natte perioden in het regenseizoen om de waterspiegel wat te verlagen, maar vooral om zout uit te slaan. In die perioden is het lozen van zout drainagewater minder schadelijk omdat de rivieren dan hoog water hebben en het zoute water sterk verdund wordt. In de droge tijd laat men de gewassen profiteren van de kwel om irrigatiewater te besparen. Dit wordt daar 'subirrigation' genoemd.
De beperkte (gecontroleerde) drainage houdt de pompkosten laag en is voldoende om de zouttoevoer door de kwel in balans te houden.
Wanneer een dergelijk drainagestelsel geïsoleerd wordt aangelegd in een aquifer met grote transmissiviteit trekt het water aan uit de omgeving en verlaagt daar de waterstand. Het werkt dan als een put van grote capaciteit omdat hij, hoewel ondiep, een zeer groot oppervlak heeft. Boeren in de omgeving van dit stelsel namen de verzoute gronden in de omgeving weer in cultuur.

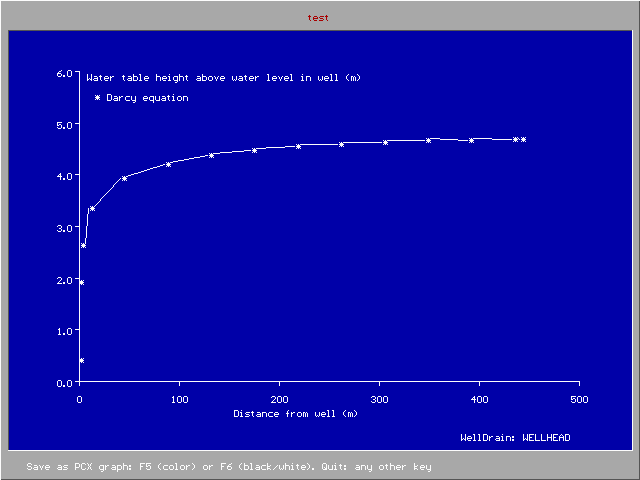
WellDrain: vorm van de waterspiegel bij puttendrainage

### Pakistan
In Pakistan is op grote schaal verticale drainage (drainage met putten) toegepast. In zeer diepe en doorlatende aquifers, zoals die in de Indusvallei, is het mogelijk om op grote onderlinge afstanden (in de orde van 1000 m of meer) putten te slaan (in de orde van 1 put per 100 ha) om de grondwaterstand te verlagen, in plaats van horizontale drains te leggen op 10 tot 50 m afstand.
Het ontwerp van een puttenstelsel betreft onder meer diepte, afvoernorm, en putafstand. De afvoernorm wordt gevonden met een waterbalans. De diepte wordt gekozen in overeenstemming met de aquiferkarakteristieken. De putafstand kan worden berekend met formules vergelijkbaar met de formule van Hooghoudt, bijvoorbeeld via het computerprogramma WellDrain (zie figuur).